# Conus extensus
Espèce
Conus extensus est une espèce fossile de mollusques gastéropodes marins de la famille des Conidae.

## Taxonomie

### Publication originale
L'espèce Conus extensus a été décrite pour la première fois en 1851 par le paléontologue autrichien Moritz Hörnes (d) (1815-1868) dans « Abhandlungen der Kaiserlich-Königlichen Geologischen Reichsanstalt »,.